# Corporation (jeu vidéo)
Pour les articles homonymes, voir Corporation.
Corporation est un jeu vidéo d'action-aventure en vue subjective développé par Dementia et édité par Core Design sur Amiga et Atari ST en 1990. Le jeu fut édité par Virgin Games sur Mega Drive en 1992.

## À noter
Sur Mega Drive, le jeu s'appelle Cyber-Cop aux États-Unis et au Japon.